# Міністерство закордонних справ Латвії
Міністерство закордонних справ Латвії (латис. Latvijas Republikas Ārlietu ministrija) відповідає за підтримку зовнішніх зв'язків Латвії та управління її міжнародними дипломатичними представництвами. Міністром закордонних справ є Едгарс Рінкевічс, член Партії єдності та колишній державний секретар Міністерства оборони Латвії.

## Дипломатія
Міністерство керує стосунками Латвії з іноземними структурами, включаючи двосторонні відносини з окремими державами та її представництво в міжнародних організаціях, включаючи ООН, Європейський Союз, Раду Європи, НАТО, Організацію з безпеки та співробітництва в Європі, Міжнародну валютну Фонду, Світової організації торгівлі та її участі у Шенгенській зоні. Воно контролює видачу віз, співпрацю з емігрантами, міжнародну політику в галузі прав людини, трансатлантичну оборонну політику та різні глобальні питання торгівлі. Міністерство також сприяє міжнародному торговельно-економічному розвитку Латвії у співпраці з Міністерством економіки (Латвія) та Агентством інвестицій та розвитку Латвії.

## Генеральний інспектор
Генеральний інспектор Міністерства закордонних справ Латвії призначається Міністром закордонних справ. Нинішнім генеральним інспектором Міністерства закордонних справ Латвії є Норманс Пенке.
| Генеральний інспектор | Дати подані |
| --------------------- | ----------- |
| Індуліс Берзіньш      | 2013 — 2015 |
| Маріс Рієкстіньш      | 2015 — 2017 |
| Норманс Пенке         | з 2017      |

## Список міністрів
- Яніс Юрканс (22 травня 1990 — 10 листопада 1992)
- Георг Андрєєв (10 листопада 1992 — 7 червня 1994)
- Вальдіс Біркавс (19 вересня 1994 — 16 липня 1999)
- Індуліс Берзіньш (16 липня 1999 — 7 листопада 2002)
- Сандра Калніете (7 листопада 2002 — 9 березня 2004)
- Ріхардс Пікс (9 березня 2004 — 19 липня 2004)
- Artis Pabriks (21 липня 2004 — 28 жовтня 2007)
- Māris Riekstiņš (8 листопада 2007 — 28 квітня 2010)
- Айвіс Роніс (29 квітня 2010 — 3 листопада 2010)
- Ģirts Valdis Kristovskis (3 листопада 2010 — 25 жовтня 2011)
- Едгарс Рінкевич (25 жовтня 2011 — по теперішній час)

## Дивитися також
- Зовнішні відносини Латвії
- Список дипломатичних представництв Латвії